# رود سوخوتیل
رود سوخوتیل (انگلیسی: Sukhotyl) یک رودخانه در جمهوری کومی کشور روسیه است.